# Afonso Correia
Afonso Correia foi um nobre medieval do Reino de Portugal e detentor do senhorio de Farelães e do senhorio de Vila Meã.

## Relações familiares
Foi filho de Paio Correia, “o alvarazento” e de Maria Mendes de Melo filha de Mem Soares de Melo (1195 - 1262), 1.º senhor de Melo e de Teresa Afonso Gato. Casou com Brites Martins da Cunha filha de Rui Martins de Nomães e de Senhorinha Rodrigues (de Portocarreiro) Bifardel, de quem teve:
1. Fernando Afonso Correia, senhor da Honra de Farelães e casado com Leonor Anes da Cunha, filha de filha de João Martins da Cunha e de Sancha Vasques Pimentel.
2. Gomes Correia.